# Kontinentalna unija
██ Europska unija
██ Afrička unija
██ UNASUR (više ne postoji)
Kontinentalna unija je regionalna organizacija koja olakšava pan-kontinentalnu integraciju. Kontinentalne unije variraju od suradničkih međuvladinih organizacija, do nadnacionalnih političko - ekonomskih unija. Kontinentalne unije su relativno nov tip političkog entiteta u povijesti ljudske vlade. Kroz veći dio ljudske povijesti, politička organizacija je bila na lokalnoj razini (tj. plemenskoj, gradskoj državi ), a u novijim stoljećima subregionalna ("regionalna") / sub-kontinentalna razina (npr. carstva organiziranih oko riječnih sustava, pa sve to modernih "nacionalnih država"); međutim, počevši s boljim transportom, oružjem i komunikacijom, prvi se put stvorila mogućnost da se organizira unija država članica na kontinentalnoj razini. Nakon devastacije proizašle iz Prvog i Drugog svjetskog rata sredinom dvadesetog stoljeća, Europa se počela polako integrirati osnivanjem " Europske zajednice ", koja je postala politička unija koja je pokrivala veći dio europskog kontinenta (od 2016. godine sadrži 28 država članica ).

## Postojeće kontinentalne unije

### Afrička unija
Afrička unija (AU), površinom od 29,757,900 kilometara kvadratnih i brojem stanovnika od 1 milijarde, daleko je najveća od postojećih kontinentalnih unija u pogledu kopnene mase i broja stanovnika. Obuhvaća sve afričke zemlje.
Afrička unija formirana je kao nasljednica Organizacije afričkog jedinstva (OAU). Najvažnije odluke AU donosi Skupština Afričke unije, polugodišnji sastanak šefova država i vlada svojih država članica. Tajništvo AU-a tzv. Komisija Afričke unije ima sjedište u Adis Abebi u Etiopiji. Tijekom sastanka Unije u veljači 2009. na čelu s bivšim libijskim liderom Gadafijem odlučeno je da Komisija Afričke unije postane Agencija Afričke unije.
Afričku uniju čine i politička i upravna tijela. Najviši organ Afričke unije koji donosi odluke je Skupština, koju čine svi šefovi država ili vlada država članica AU. Od 2017. Skupštinom predsjeda Alpha Condé. AU također ima predstavničko tijelo tzv. Panafrički parlament koji ima 265 članova izabranih od strane nacionalnih parlamenata država članica AU-a. Trenutni predsjednik Panafričkog parlamenta je Bethel Nnaemeka Amadi. Ostale političke institucije AU-a uključuju Izvršno vijeće sastavljeno od ministara vanjskih poslova koje priprema odluke za Skupštinu; Odbor stalnih predstavnika, sastavljen od veleposlanika iz država članica AU-a u Adis Abebi; i Ekonomsko, socijalno i kulturno vijeće (ECOSOCC), savjetodavno tijelo za civilno društvo.

### Europska unija
Europska unija (EU) je ekonomska i politička unija 27 država članica u Europi. Obvezana regionalnoj integraciji, EU je uspostavljena Maastrichtskim ugovorom 1. studenoga 1993. na temeljima prethodno postojeće Europske ekonomske zajednice. Stvoren je Europski parlament, kojeg izravno biraju građani EU-a. S gotovo 500 milijuna građana, EU ostvaruje procijenjeni udio od 30% (18,4 bilijuna USD u 2008.) nominalnog bruto svjetskog proizvoda.
EU je razvila jedinstveno tržište putem standardiziranog sustava zakona koji se primjenjuju u svim državama članicama, osiguravajući slobodno kretanje ljudi, roba, usluga i kapitala. Održava zajedničke politike trgovine, poljoprivrede, ribarstva i regionalnog razvoja. Devetnaest država članica usvojilo je zajedničku valutu, euro, koje zajedno čine Eurozonu. EU je razvila ograničenu ulogu u vanjskoj politici, imajući predstavništva u WTO-u, G8, G20 i UN-u. EU donosi zakonodavstvo u pravosuđu i unutarnjim poslovima, uključujući ukidanje kontrole putovnica sporazumom država članica koje čine Schengenski prostor.

### UNASUR
Unija južnoameričkih nacija (koju se najčešće naziva španjolskim akronimom UNASUR) međuvladina je unija koja objedinjuje dvije postojeće carinske unije : Mercosur i Andsku zajednicu naroda, kao dio kontinuiranog procesa integracije Južne Amerike. Ova organizacija kao svoj uzor vidi Europsku uniju a uključuje cijelu kontinentalnu Južnu Ameriku, osim Francuske Gvajane (koja je prekomorski odjel Francuske, a samim tim i dio Europske unije). Panama i Meksiko imaju status promatrača.
Konstitutivni ugovor UNASUR- a potpisan je 23. svibnja 2008., Na Trećem summitu šefova država, održanom u Brazilu. U skladu s Ugovorom, Tajništvo je smješteno u Quitou, uEkvadoru, a sjedište planiranog Parlamenta Južne Amerike trebalo bi biti smješteno u Cochabambi u Boliviji. Sjedište planirane Banke Juga (BancoSur) trebalo je biti smješteno u Caracasu u Venezueli, ali je to odgođeno iz brojnih razloga.
Južnoameričko Vijeće Obrane osnovano je 20. srpnja 2008., a svoj prvi sastanak imalo je 10. ožujka 2009. Dana 4. svibnja 2010. godine, šefovi država članica jednoglasno su izabrali bivšeg argentinskog predsjednika Néstora Kirchnera za prvog Generalnog Tajnika UNASUR-a.
Početkom 2019. godine, većina Južnoamerikanaca napustila je UNASUR i osnovala drugu kontinentalnu uniju nazvanu Forum za napredak i razvoj Južne Amerike (koji se obično naziva PROSUR).